# Лебединська сотня
Лебединська сотня — адміністративно-територіальна і військова одиниця Сумського полку Слобідської України.

## Історія
Утворилася невдовзі після осадження 1659 козаків на річці Вільшанці (лівій притоці Псла). Сотенне містечко — Лебедин, до якого були приписані кілька козацьких сіл. З кінця 1660-х років у Лебедині було дві сотні (Першолебединська та Друголебединська). В порушення угод, ліквідовані 1765 російським імперським урядом.

### Специфіка
Лебединська сотня відзначилася професійною боротьбою з агентами московських поміщиків, які несли на козацькі землі кріпацтво. А також багато років судилися з гадяцьким полковником з Гетьманщини Михайлом Самойловичем. 
1708 у Лебединській сотні московські окупаційні війська влаштували «катівниці», де росіяни страчували козацьку старшину, яка зберегла вірність Гетьману Іоанну Мазепі.

## Сотники першо- та друголебединські
- Коваленко — осадчий м. Лебедина (1652);
- Шкарабка Семен (?-1668 — 1669);
- Васильєв Софрон (Софроній Васильович) — першолебединської сотні (1669—1684, 1689-?);
- Берло (Бирла, Бирло) Іван — друголебединської сотні (?-1681 — 1685-?);
- Супрун (?-1676, 1689-?);
- Татарчук (Татаринов) Федір (?-1707-1708-?, можливо загинув 08.06.1708);
- «Степан ключник» — наказний (1701 або 1710 р.);
- Татарчук (Татаринов) Іван Федорович(?) — 1-ї сотні (?-1711-?);
- Штепа Василь — 2-ї сотні (?-1711-?);
- Добачевський Павло — 1-ї сотні (?-1717-?);
- Герасимов Федір — N-ї сотні (?-1727-?);
- Красовський Тимофій Михайлович — 1-ї сотні (?-1732 — 1740-?), син полкового осавула Чернігівського полку;
- Штепа Петро Михайлович — 2-ї сотні (?-1732-?);
- Татарчуков (Татарчук) N Федорович (?-1732-?) — сотник N-ї сотні;
- Кондратьєв Михайло (Якович?, Петрович?) — 2-ї сотні (?-1741-?);
- Красовський Іван Михайлович — 1-ї сотні (19.07.1741 — 1766);
- Штепа Іван — у 1755 р. згадується з І. Красовським сотником 2-ї сотні.
- Світайлов (Свєтайлов) Павло — поручик, сотник 2-ї сотні (? −1755 — помер 1763), до цього служив поручиком сотенної команди;
- Моісеєв (Мосєєв) Федір Іванович (?-1755-?) — значиться сотником у 2-й Лебединський сотні разом з поручиком П. Свєтайловим, на 12.06.1757 в абшиті;
- Штепа (Штепін) Павло Петрович — 2-ї сотні (28.10.1756-?, 1763—1766), син лебединського сотника, перейшов на гусарську службу;
- Кондратьєв Іван Іванович (онук Григорія Гарасимовича Кондратьєва) або Кондратьєв Іван (Ігнатович?) (23.10.1758 — 1766);
- Красовський Іван Тимофійович — ваканс-сотник N-ї сотні (24.10.1763 — 1766?).

## Старшини, урядники та служителі
- сотенні писарі: Ільїн Іван (?-1678-?), Єфремов Василь (?-1684-?);
- сотенні хорунжі: Константинов Михайло Матвійович — лебединський (?) сотенний хорунжий (1750і-і — 1767; абшитований вахмістром;
- полкової служби отаман: Іван Гнатович (?-1680-1681-?);
- лебединські городові отамани: Ольховик (?-1678-?), Григорій Тимофійович (?-1679-?) [11, c. 102]; Ємцов Яків (?-1680-1681-?); Котляр Тихон Данилович (Тихон Данилов) (1701 або 1710), Савельєв Влас (?-1727-?); Світличний (Голуб) Пилип (?-29.10.1764, абшит).
- лебединський городовий писар: Яків Харитонович (?-19.05.1681-?);
- лебединський городової служби війт: Бондарь Влас (?-1681-?);
- лебединський ратушний писар — Паньков Кирило (?-1727-?);
- лебединські міщанські сотники: Зазнойков Данило, Білий Іван (?-1680-1681-?);
- отаман с. Пристайлове: Павло Федорович (?-1680-1681-?);
- отамани с. Червленого: Іван Гнатович (?-1680-1681-?); Олійников Василь (?-1727-?), Луговий Ілля та Циганенко Пархом (Парфен) Гаврилов[ич] (?-1744-?).
- війт с. Пристайлового: Ширмовський Іван (?-1681-?);
- війт с. Черленого: Лях Яско (?-1681-?).